# Plaça de la Vellesa (l'Albi)
La Plaça de la Vellesa és una obra de l'Albi (Garrigues) inclosa a l'Inventari del Patrimoni Arquitectònic de Catalunya.

## Descripció
No podem dir amb certesa quan es va fer aquesta plaça però J. Lladonosa diu que el 1698 ja era porxada. D'altra banda, a les darreries del segle xviii, hom pensa que estava com avui la podem veure. Té una forma trapezoïdal i tota porticada. Les obertures són totes arcs de mig punt a intervals regulars durant tot el perímetre.
Les cases, amb façanes de pedra, tenen graons per salvar desnivells i el paviment és de codissos. Els portals tenen llindes esquadrades. Els edificis estan datats el 1760, el 1794, el 1878 i majoritàriament són cases de veïns menestrals amb les eines del seu ofici per escut o tan sols una figura.